# Kabinett Obuchi (1. Umbildung)
Das zum ersten Mal umgebildete Kabinett Obuchi (jap. 小渕第1次改造内閣 Obuchi daiichiji kaizō naikaku) regierte Japan unter Führung von Premierminister Keizō Obuchi von der Kabinettsumbildung am 14. Januar 1999 bis zu einer erneuten Umbesetzung am 5. Oktober 1999. Obuchi hatte im Juli 1998 die Regierungsgeschäfte übernommen. Im November 1998 begann seine Liberaldemokratische Partei (LDP) Koalitionsverhandlungen mit der Liberalen Partei von Ichirō Ozawa, die im Januar 1999 abgeschlossen wurden. Der Partner erhielt im neuen Kabinett einen Ministerposten. Gleichzeitig wurde das Kabinett um drei Minister verkleinert, indem die Leitung mehrerer Behörden an andere Minister mitübertragen wurde. Dieser Schritt wurde in Vorbereitung der Restrukturierung der Zentralregierung durchgeführt, die 2001 vollzogen wurde.
Dem Kabinett gehörten bei Amtsantritt einschließlich des Premierministers 16 Abgeordnete des Shūgiin, des Unterhauses, und zwei Abgeordnete des Sangiin, des Oberhauses, sowie ein Minister, der nicht zugleich Abgeordneter war, an. Gleichzeitig mit dem Beginn der Amtszeit der Staatsminister traten die stellvertretenden Kabinettssekretäre (Teijirō Furukawa, Mitsuhiro Uesugi und Muneo Suzuki) und der Leiter des Legislativbüros des Kabinetts (Masasuke Ōmori) ihre Ämter an.

## Staatsminister
| Amt                                                                             | Name                                | Bild               | Kammer  | Fraktion | Faktion  |
| ------------------------------------------------------------------------------- | ----------------------------------- | ------------------ | ------- | -------- | -------- |
| Premierminister                                                                 | Keizō Obuchi                        | Keizō Obuchi       | Shūgiin | LDP      | (Obuchi) |
| Justizminister                                                                  | Shōzaburō Nakamura bis 8. März 1999 | Shōzaburō Nakamura | Shūgiin | LDP      | Mori     |
| Justizminister                                                                  | Takao Jinnouchi ab 8. März 1999     | Takao Jinnouchi    | Sangiin | LDP      | Obuchi   |
| Außenminister                                                                   | Masahiko Kōmura                     | Masahiko Kōmura    | Shūgiin | LDP      | Kōmoto   |
| Finanzminister                                                                  | Miyazawa Kiichi                     | Miyazawa Kiichi    | Shūgiin | LDP      | Katō     |
| Bildungsminister Leiter der Behörde für Wissenschaft und Technologie            | Akito Arima                         | Akito Arima        | Sangiin | LDP      | —        |
| Gesundheits- und Sozialminister                                                 | Sōhei Miyashita                     | Sōhei Miyashita    | Shūgiin | LDP      | Mori     |
| Minister für Landwirtschaft, Forsten und Fischerei                              | Shōichi Nakagawa                    | Shōichi Nakagawa   | Shūgiin | LDP      | Kamei    |
| Minister für Internationalen Handel und Industrie                               | Kaoru Yosano                        | Kaoru Yosano       | Shūgiin | LDP      | Watanabe |
| Verkehrsminister Leiter der Behörde für die Entwicklung Hokkaidōs               | Jirō Kawasaki                       | Jirō Kawasaki      | Shūgiin | LDP      | Katō     |
| Postministerin                                                                  | Seiko Noda                          | Seiko Noda         | Shūgiin | LDP      | Kōmoto   |
| Arbeitsminister                                                                 | Akira Amari                         | Akira Amari        | Shūgiin | LDP      | Yamasaki |
| Bauminister Leiter der Behörde für Staatsland                                   | Katsutsugu Sekiya                   | Katsutsugu Sekiya  | Shūgiin | LDP      | Yamasaki |
| Innenminister Vorsitzender der Nationalen Kommission für Öffentliche Sicherheit | Takeshi Noda                        | Takeshi Noda       | Shūgiin | LP       | —        |
| Chefkabinettssekretär Leiter der Behörde für die Entwicklung Okinawas           | Hiromu Nonaka                       | Hiromu Nonaka      | Shūgiin | LDP      | Obuchi   |
| Leiter der Behörde für Management und Koordination                              | Seiichi Ōta                         | Seiichi Ōta        | Shūgiin | LDP      | Katō     |
| Leiter der Verteidigungsbehörde                                                 | Hōsei Norota                        | Hōsei Norota       | Shūgiin | LDP      | Obuchi   |
| Leiter des Wirtschaftsplanungsamts                                              | Taichi Sakaiya                      | Taichi Sakaiya     | —       | —        | —        |
| Leiter der Umweltbehörde                                                        | Kenji Manabe                        | Kenji Manabe       | Sangiin | LDP      | Katō     |
| Vorsitzender der Kommission für die Reform des Finanzwesens                     | Hakuo Yanagisawa                    | Hakuo Yanagisawa   | Shūgiin | LDP      | Katō     |

Anmerkung: Der Premierminister und Parteivorsitzende gehört während seiner Amtszeit offiziell keiner Faktion an.

## Rücktritt
- Justizminister Nakamura trat am 8. März 1999 zurück, nachdem er den US-Schauspieler Arnold Schwarzenegger ohne Pass hatte einreisen lassen.[3]